# 我们的爱 (泰国电视剧)
《我们的爱》（羅馬化：Rak Khong Rao）是一部由《My Precious初恋：影集版》（2024）的导演卡妮塔·坤友执导，帕特拉帕·博拉查达苏皖、塔诵·格林尼恩、哈里·奇瓦嘎隆领衔主演的泰国浪漫爱情剧。此剧改编自Chao Pla Noy（เจ้าปลาน้อย）的同名泰语小说，2025年1月18日起在GMM 25电视台播出。
此剧由GMMTV与Nar-ra-tor联合制作，于2024年4月23日GMMTV的新戏发布会「UP&ABOVE」PART2上公开先导预告片。。

## 演员阵容
- 帕特拉帕·博拉查达苏皖 饰演 Dokrak
- 塔诵·格林尼恩 饰演 Pam
- 哈里·奇瓦嘎隆 饰演 Kawi
- 彬雅帕·珍帕诵 饰演 Oat
- 拉塔娃蒂·婉通 饰演 Nene
- 莎曼达·梅兰妮·蔻兹 饰演 Natchel
- 帕西特·本朋沙瓦 饰演 Pheem
- 利欧·索塞 饰演 Ek
- 彭佩特齐·潘功
- 拉玛瓦迪·斯莉苏卡化